# Rosj Haäjin
Rosj Haäjin (Hebreeuws: ראש העין) is een stad in Israël. De stad ligt in het district Centrum. Rosj Haäjin is gesticht in 1949 en kreeg in 1994 stadsrechten. De stad ligt op 25 km van Tel Aviv en grenst aan Petach Tikwa. Ten noordoosten van Rosj Haäjin ligt het „Afeq Industrial Park“ met software- en telecombedrijven.

## Geboren
- Gal Gadot (1985), actrice en model